# تيفاني ميشيل
تيفاني ميشيل (بالإنجليزية: Tiffany Michelle)‏ هي لاعبة بوكر وممثلة أمريكية، ولدت في 18 يونيو 1984 في لوس أنجلوس في الولايات المتحدة.

## وصلات خارجية
- تيفاني ميشيل على موقع IMDb (الإنجليزية)